# Бенанкијети (Бјела)
Бенанкијети је насеље у Италији у округу Бијела, региону Пијемонт.
Према процени из 2011. у насељу је живело 38 становника. Насеље се налази на надморској висини од 320 м.